# Anepsion wolffi
Anepsion wolffi is een spinnensoort in de taxonomische indeling van de wielwebspinnen (Araneidae).
Het dier behoort tot het geslacht Anepsion. De wetenschappelijke naam van de soort werd voor het eerst geldig gepubliceerd in 1969 door Pater Chrysanthus.